# The Agent That Shapes the Desert
The Agent That Shapes the Desert treći je studijski album norveškog avangardnog metal sastava Virus. Album je 14. veljače 2011. godine objavila diskografska kuća Duplicate Records.

## Popis pjesama
| 1.    | »The Agent That Shapes the Desert«           | 5:18 |
| 2.    | »Continental Drift«                          | 4:43 |
| 3.    | »Chromium Sun«                               | 4:20 |
| 4.    | »Red Desert Sand«                            | 4:54 |
| 5.    | »Intermission: Furnace Creek« (instrumental) | 2:20 |
| 6.    | »Dead Cities of Syria«                       | 6:42 |
| 7.    | »Where the Flame Resides«                    | 4:50 |
| 8.    | »Parched Rapids«                             | 4:53 |
| 9.    | »Call of the Tuskers«                        | 5:12 |
| 43:12 |                                              |      |

## Zasluge
Virus
- Czral – vokali, gitara, tekstovi
- Einz – bubnjevi

Dodatni glazbenici
- Kristoffer Rygg – dodatni vokali (na pjesmi 9)
- Bjeima – bas-gitara
- Bård Ingebrigtsen – bariton gitara, violina, klavir, produkcija
- Kjartan Kristiansen – bottleneck gitara (na pjesmi 7)

Ostalo osoblje
- Vegard Haave – fotografija
- Johannah Henderson – tekstovi
- Tom Kvålsvoll – mastering
- Kvohst – tekstovi
- Eliran Kantor – ilustracije, naslovnica